# ワタシにキメテ
『ワタシにキメテ』（Chasing Papi）は2003年のアメリカ合衆国のロマンティック・コメディ映画。
監督はリンダ・メンドーサ、出演はロゼリン・サンチェス、ソフィア・ベルガラ、ジャキ・ヴェラスケス、エドゥアルド・ヴェラステーギなど。
ロサンゼルスの1人のプレイボーイをめぐって、全米各地に住むフリーター、キャリアウーマン、お嬢様の3人が熾烈な彼氏争奪戦を繰り広げる姿を描いている。
日本劇場未公開だが、DVDが2005年2月18日に発売された他、テレビでも放送された。

## ストーリー
ロサンゼルスで働くハンサムな青年パピことトマス・フエンテスは生まれながらのプレイボーイで、今もタイプの異なる3人の女性ロレナ、シシ、パトリシアと三股交際中である。ところがある日、3人の女性が偶然にトマスの家で鉢合わせしてしまう。
三股されていたことに怒りつつも、3人は自分こそがトマスに選ばれると信じて疑わない。そんな3人を前に鎮静剤の飲み過ぎでトマスが気を失って倒れてしまう。その後、シシが知らずに運ばされていた金を巡る騒動に巻き込まれた3人はぶつかり合いを繰り返しながらも、徐々に互いを認め合うようになる。そして、騒動が無事に片付き、トマスと再会した3人は、今回の騒動をきっかけに新しい自分を見出し、もはやトマスを必要としていないことに気付いたことから、全員がトマスに別れを告げる。5ヶ月後、親友となった3人はそれぞれ新たな人生を歩み出す。

## キャスト
ロレナ・モラレス
演 - ロゼリン・サンチェス、日本語吹替 - 冬馬由美
シカゴの弁護士。眼鏡を外すとセクシー美女。ミス・プエルトリコに間違われる。
シシ
演 - ソフィア・ベルガラ、日本語吹替 - 杉本ゆう
マイアミのウェイトレス。ダンサー志望。巨乳。
パトリシア・コロナド・デル・パスカドール
演 - ジャキ・ヴェラスケス、日本語吹替 - 村井かずさ
ニューヨークのお嬢様。青色のコンタクトを入れている。
トマス（パピ）・フエンテス
演 - エドゥアルド・ヴェラステーギ、日本語吹替 - 川島得愛
生まれながらのプレイボーイ。ロレナ、シシ、パトリシアと三股交際中。
カルメン・リベラ
演 - リサ・ヴィダル
FBI捜査官。シシがマイアミから運んで来た金を追っている。
ロドリゴ
演 - D・L・ヒューリー
シシが運んで来た金を受け取るはずだった男。
ビクター
演 - フレディ・ロドリゲス、日本語吹替 - 小森創介
ロドリゴの相棒。歯科医で神経を抜いたばかりで頬が腫れている。
クイン捜査官
演 - トニー・デニソン
カルメンの同僚。

## 作品の評価
Rotten Tomatoesによれば、批評家の一致した見解は「不快なトーンで3人のスターにまともなツッコミも言わせることができない『ワタシにキメテ』は、観客を反対方向に向かわせるだろう。」であり、49件の評論のうち高評価は14%にあたる7件で、平均点は10点満点中3.9点となっている。
Metacriticによれば、23件の評論のうち、高評価は4件、賛否混在は8件、低評価は11件で、平均点は100点満点中33点となっている。